# 忠類インターチェンジ
忠類インターチェンジ（ちゅうるいインターチェンジ）は、北海道中川郡幕別町にある帯広広尾自動車道のインターチェンジである。

## 歴史
- 2015年（平成27年）3月15日 : 更別IC - 忠類大樹IC間（中札内大樹道路）開通に伴い供用開始。

## 接続道路
- 直接接続
- 間接接続
  - 国道236号

## 周辺
- 丸山展望台
- 道の駅忠類
- 白銀台スキー場

## 隣
E60 帯広広尾自動車道（中札内大樹道路）
(5) 更別IC - (6) 忠類IC - (7) 忠類大樹IC